# Iuliampil, Șarhorod
Iuliampil (în ucraineană Юліямпіль) este localitatea de reședință a comunei Iuliampil din raionul Șarhorod, regiunea Vinnița, Ucraina.

## Demografie
Componența lingvistică a localității Iuliampil
     Ucraineană (98,53%)
     Alte limbi (1,47%)
Conform recensământului din 2001, majoritatea populației localității Iuliampil era vorbitoare de ucraineană (98,53%), existând în minoritate și vorbitori de alte limbi.